# Seattle
Seattle (/siːˈæ|əɫ/) es la ciudad más grande del estado de Washington, en el noroeste de los Estados Unidos. El área metropolitana de la ciudad comprende Seattle-Tacoma-Bellevue, es la 15.ª más poblada del país y la mayor del Noroeste del Pacífico. La ciudad está situada entre el lago Washington y la bahía conocida como Puget Sound, junto al océano Pacífico. Se encuentra a 155 kilómetros al sur de la frontera entre Estados Unidos y Canadá. Importante centro cultural, educativo y económico de la región, Seattle es sede del condado de King. En el censo estimado de 2020, la ciudad contaba con una población municipal de 737 015 habitantes, por lo que es la vigésimo cuarta ciudad más poblada de los Estados Unidos, y con un área metropolitana de 4 018 762 habitantes.
El área de Seattle lleva siendo habitada desde, al menos, cuatro mil años, pero los primeros asentamientos europeos no llegaron hasta mediados del siglo XIX. Los primeros colonos blancos permanentes fueron Arthur A. Denny y aquellos que posteriormente fueron conocidos como el Partido de Denny, que llegaron el 13 de noviembre de 1851. Los primeros colonos de la zona fueron denominados «New York-Alki» y «Duwamps». En 1853, Doc Maynard sugirió que el asentamiento fuese renombrado a «Seattle», nombre del jefe de las dos tribus locales. Desde 1869 hasta 1982, Seattle fue conocida como «Queen City» (La ciudad reina, en español). El apodo actual y oficial de la ciudad es «Emerald City» (La ciudad esmeralda), como resultado de un concurso que tuvo lugar a comienzo de los años 1980, haciendo referencia con ello a los frondosos árboles de los alrededores. Seattle es también conocida como «Gateway to Alaska» (La puerta a Alaska), «Rain City» (La ciudad de la lluvia) y «Jet City», debido a la influencia de la multinacional Boeing, originaria y fundada en la ciudad.
Seattle es famosa por ser la tierra natal de la música grunge, también conocida como el sonido de Seattle, y de bandas que impulsaron ese movimiento a comienzos de los 90 como Nirvana, Pearl Jam, Melvins, Soundgarden y Alice in Chains. Heart, la banda de las hermanas Ann y Nancy Wilson, banda de rock famosa con más de treinta años de carrera, también es originaria de esta ciudad, así como los grupos de metal progresivo Queensrÿche y Nevermore. Como dato curioso Seattle también es la ciudad natal del famoso guitarrista de rock Jimi Hendrix así como de Duff McKagan, integrante de la banda Guns N' Roses. También es conocida por la gran cantidad de café que se consume, además de por ser originarias de aquí cafeterías como Starbucks, Seattle's Best Coffee y Tully's. Hay también muchos artesanos independientes tostadores de café espresso de gran éxito. En 1999 Seattle acogió la cumbre de la Organización Mundial del Comercio, lo cual desató protestas y disturbios antiglobalización conocidas como N30 (por haber tenido lugar el 30 de noviembre) o Batalla de Seattle. El símbolo y mayor atracción de la ciudad es el Space Needle (Aguja Espacial), una torre construida en 1962 en el centro de la ciudad, realizada por Edward E. Carlson e inspirado en la torre de telecomunicaciones de Stuttgart, Alemania. Es una estructura de 184 metros de altura y 5850 toneladas de peso, colocando el centro de gravedad de la torre a apenas un metro del nivel del suelo. Para llegar a la cima es necesario abordar un elevador que tarda tan solo unos segundos en subir. Incluye un restaurante giratorio desde donde se puede apreciar toda la ciudad de Seattle.
Diversas investigaciones de la Central Connecticut State University señalan a Seattle como la ciudad más alfabetizada de las sesenta y nueve ciudades más pobladas de los Estados Unidos en 2005 y 2006, la segunda más alfabetizada por detrás de Mineápolis en 2007 y empatada con esta misma en 2008. Además, análisis de un estudio elaborado en 2003 por la Oficina del Censo de los Estados Unidos indican que Seattle fue la ciudad más formada de las grandes ciudades estadounidenses, ya que un 51.6 % de los habitantes de veinticinco años o más poseían títulos de bachillerato. En términos de renta per cápita, un estudio de la Oficina de Análisis Económicos de los Estados Unidos situaban al área metropolitana de Seattle en 17.º lugar entre 363 áreas metropolitanas del país en 2006.

## Historia
Las excavaciones arqueológicas sugieren que los nativos americanos habitan la zona de Seattle desde hace al menos cuatro mil años. A la llegada de los primeros colonos europeos, este pueblo (posteriormente denominado tribu Duwamish) ocupaba al menos diecisiete aldeas en los alrededores de la bahía de Elliott.

### Fundación
El 13 de noviembre de 1851 llegaron a Alki Point los primeros colonizadores europeos, pertenecientes al Partido Denny. En abril de 1852 mudaron su campamento hasta la bahía de Elliot. El primer plano del municipio de Seattle data del 23 de mayo de 1853. La ciudad se incorporó en 1869, después de haber existido como un municipio incorporado desde 1865 hasta 1867.
Seattle recibe su nombre de Noah Sealth, jefe de las tribus duwamish y suquamish, más conocido como Jefe Seattle. David Swinson («Doc») Maynard, uno de los fundadores de la ciudad, fue el principal promotor de nombrar la ciudad en honor al Jefe Seattle. Previamente, la ciudad había sido conocida como Duwamps (o Duwumps); una variación de ese nombre se preserva hasta hoy en el nombre del río Duwamish.

### Auge

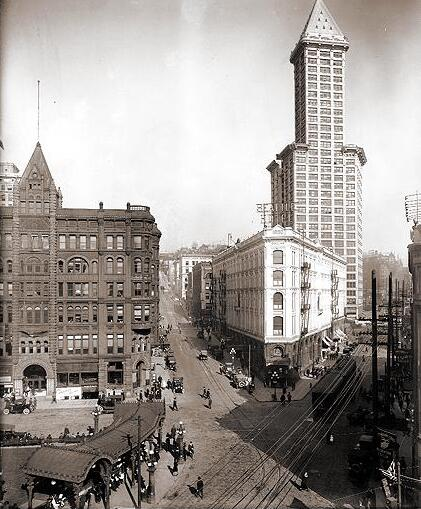
Pioneer Square en 1917 con la Torre Smith, el Hotel Seattle y a la izquierda el Edificio Pioneer.

Seattle vivió un dramático auge como resultado de la Fiebre del oro de Klondike, que terminó con la depresión que había comenzado con el pánico de 1893. En poco tiempo, Seattle se convirtió en un importante centro de transporte. El 14 de julio de 1897, el SS Portland atracó con su famosa «tonelada de oro», y Seattle se convirtió en el principal punto de transporte y suministro para los mineros en Alaska y el Yukón. Pocos de esos trabajadores encontraron riqueza duradera. Sin embargo, fue el negocio de Seattle de vestir a los mineros y alimentarlos con salmón lo que dio mejor resultado en el largo plazo. Junto con Seattle, otras ciudades como Everett, Tacoma, Port Townsend, Bremerton y Olympia, todas en la región de Puget Sound, se convirtieron en competidores para el intercambio, en lugar de las vetas madre de metales preciosos. El auge duró hasta principios del siglo XX y financió muchas nuevas empresas y productos de Seattle. En 1907, James E. Casey, de 19 años, tomó prestados cien dólares de un amigo y fundó la American Messenger Company (más tarde UPS). Otras empresas de Seattle fundadas durante este período incluyen Nordstrom. Seattle trajo a la firma de arquitectura paisajística Olmsted Brothers para diseñar un sistema de parques y bulevares.
La era de la fiebre del oro culminó en la Exposición Alaska-Yukon-Pacific de 1909, que es en gran parte responsable del diseño del campus actual de la Universidad de Washington.
El auge de la construcción naval en la primera parte del siglo XX se hizo masivo durante la Primera Guerra Mundial. La reducción posterior llevó a la huelga general de Seattle de 1919. Un plan de desarrollo de la ciudad de 1912 por Virgil Bogue quedó en gran parte sin usar. Seattle fue ligeramente próspera en la década de 1920, pero fue particularmente afectada por la Gran Depresión, ya que experimentó algunos de los conflictos laborales más duros del país en esa época. La violencia durante la huelga marítima de 1934 le costó a Seattle gran parte de su tráfico marítimo, que fue redirigido al puerto de Los Ángeles.
La Gran Depresión en Seattle afectó a muchos grupos minoritarios, uno de ellos fue los estadounidenses de Asia y el Pacífico; estaban sujetos a racismo, pérdida de propiedad y reclamos fallidos de desempleo debido a la condición de ciudadanía.
Seattle fue una de las principales ciudades que se benefició de programas como WPA, CCC, y PWA. Los trabajadores, en su mayoría hombres, construyeron carreteras, parques, represas, escuelas, ferrocarriles, puentes, muelles e incluso sitios y edificios históricos y de archivo. Sin embargo, Seattle se enfrentó al desempleo masivo, la pérdida de madera y las industrias de la construcción, ya que Los Ángeles prevaleció como la ciudad más grande de la costa oeste. Seattle tenía contratos de construcción que rivalizaban con la ciudad de Nueva York y Chicago, pero también perdió con Los Ángeles. Las competitividad de las tierras agrícolas del este de Seattle se desvaneció frente a las de Oregón y el Medio Oeste.
Seattle acogió un Hooverville debido a la creciente población de indigentes de durante la Depresión. Estacionado a las afueras de Seattle, el Hooverville albergaba a miles de hombres, pero muy pocos niños y ninguna mujer. Con proyectos de trabajo cerca de la ciudad, Hooverville creció y la WPA se instaló en la ciudad.
Un movimiento de mujeres surgió de Seattle durante la Depresión. Impulsadas por el libro de Eleanor Roosevelt It's Up to the Women, las mujeres presionaron por el reconocimiento no solo como amas de casa, sino como la columna vertebral de la familia. Utilizando periódicos y revistas Working Woman y The Woman Today, las mujeres presionaron para ser vistas como iguales y recibir reconocimiento.
Seattle también fue la base del empresario Alexander Pantages quien, a partir de 1902, abrió varios teatros en la ciudad exhibiendo actos de vodevil y películas mudas. Sus actividades pronto se expandieron, y el ahorrativo griego continuó y se convirtió en uno de los más grandes magnates de teatro y cine de Estados Unidos. Entre Pantages y su rival John Considine, Seattle fue durante un tiempo la meca del vodevil del oeste de los Estados Unidos. B. Marcus Priteca, el arquitecto escocés y residente en Seattle, construyó varios teatros para Pantages, incluidos algunos en Seattle. Los teatros que construyó para Pantages en Seattle han sido demolidos o convertidos para otros usos.

### Desde 1945

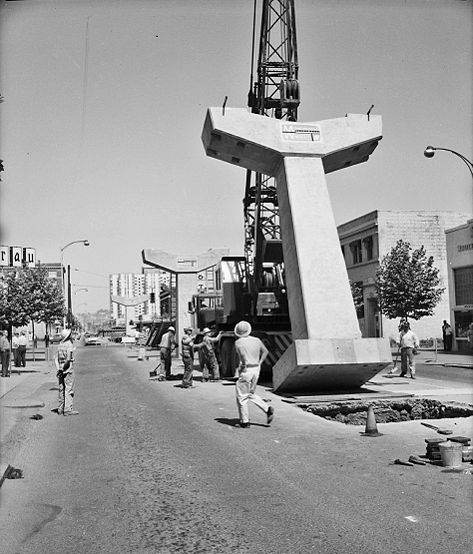
Construcción del Monorriel de Seattle en 1961.

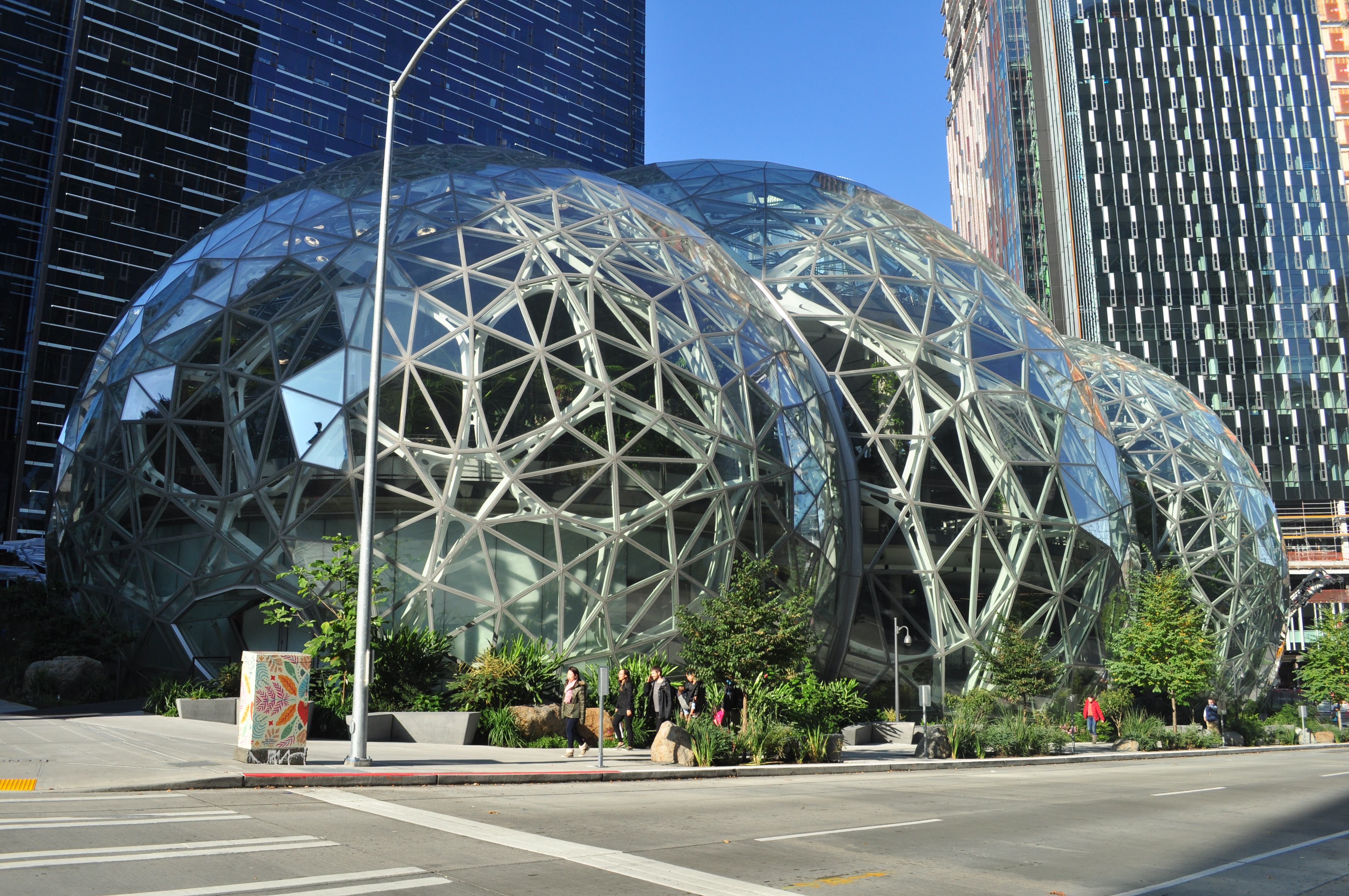
Sede central de Amazon.

El trabajo de guerra trajo nuevamente prosperidad local durante la Segunda Guerra Mundial, esta vez centrada en los aviones Boeing. La guerra dispersó a los numerosos empresarios japoneses-estadounidenses de la ciudad debido al internamiento de los estadounidenses de origen japonés.
Después de la guerra, la economía local se hundió. Sin embargo, volvió a aumentar con el creciente dominio de Boeing en el mercado de los aviones comerciales. Seattle celebró su prosperidad restaurada e hizo una apuesta por el reconocimiento mundial con la 21 Century Exposition, para la cual se construyó la icónica Space Needle. Otra desaceleración económica local importante fue a fines de los años sesenta y principios de los setenta, en un momento en que Boeing se vio muy afectado por las crisis del petróleo, la pérdida de contratos gubernamentales y los costos y retrasos asociados con el Boeing 747.
A medida que la prosperidad comenzó a regresar en la década de 1980, la ciudad fue aturdida por la masacre de Wah Mee en 1983, cuando trece personas fueron asesinadas en un club de juego ilegal en el barrio chino de Seattle. Comenzando con la mudanza de 1979 de Microsoft de Albuquerque, Nuevo México, a la cercana Bellevue, Washington, Seattle y sus suburbios se convirtieron en el hogar de una serie de empresas de tecnología, incluidas Amazon, F5 Networks, RealNetworks, y Nintendo of America, entre otros compañías. Este éxito trajo una afluencia de nuevos residentes con un aumento de la población dentro de los límites de la ciudad de casi cincuenta mil entre 1990 y 2000, y vio que las propiedades inmobiliarias de Seattle se convirtieron en algunas de las más caras del país. En 1993, la película Sleepless in Seattle atrajo la atención nacional de la ciudad, al igual que la comedia de televisión Frasier. La Burbuja puntocom causó un gran frenesí entre las empresas de tecnología en Seattle, pero el fenómeno terminó a principios de 2001.
Seattle en este período atrajo la atención generalizada como el hogar de estas muchas compañías, pero también al organizar los Goodwill Games de 1990 y la conferencia de líderes de APEC en 1993, así como a través de la popularidad mundial del grunge, un sonido que se había desarrollado en la escena musical independiente de Seattle. Otra apuesta por la atención mundial, organizando la Conferencia Ministerial de la Organización Mundial del Comercio de 1999, obtuvo visibilidad, pero no de la forma en que sus patrocinadores lo deseaban, ya que la actividad de protesta relacionada y las reacciones policiales a esas protestas eclipsaron la conferencia misma. La ciudad fue sacudida aún más por los disturbios del carnaval en 2001, y luego literalmente sacudida al día siguiente por el terremoto de Nisqually.
Otro auge comenzó cuando la ciudad emergió de la Gran Recesión, que comenzó cuando Amazon trasladó su sede de North Beacon Hill a South Lake Union. Esto inició un auge histórico de la construcción que dio como resultado la finalización de casi diez mil apartamentos en Seattle en 2017, que es más que cualquier año anterior y casi el doble de lo que se construyó en 2016. A partir de 2010, y durante los siguientes cinco años, Seattle ganó un promedio de 14 511 residentes por año, con un crecimiento fuertemente sesgado hacia el centro de la ciudad, ya que el desempleo cayó de aproximadamente el 9 % al 3.6 %. La ciudad se ha encontrado «a punto de explotar», con más de 45 000 hogares gastando más de la mitad de sus ingresos en vivienda y al menos 2800 personas sin hogar, y con el sexto peor tráfico de la hora pico del país.

## Gobierno

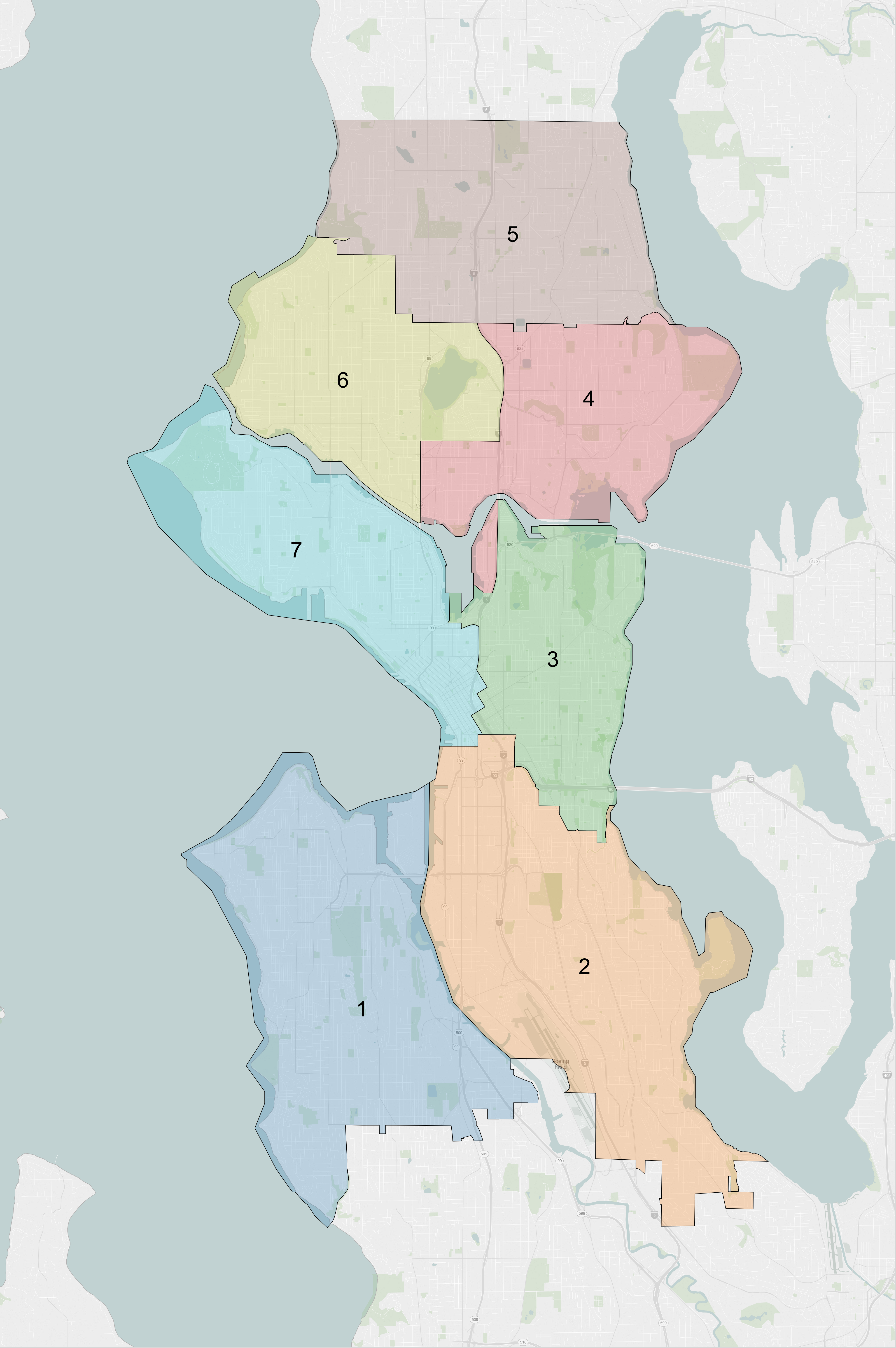
El consejo de la ciudad consta de siete asientos de distrito que representan las áreas mostradas.

Seattle es una ciudad con Alcalde y un Consejo de gobierno. Desde 1911, los nueve concejales de la ciudad de Seattle han sido elegidos en general, en vez de por subdivisiones geográficas. Los únicos otros cargos de elección popular son el fiscal del distrito de la ciudad y los jueces de la Corte Municipal. Todas los cargos son no partidistas.
La política de Seattle es fuertemente izquierdista. Es una de las ciudades más liberales de los Estados Unidos, con aproximadamente el 80 por ciento de voto demócrata, y solo dos distritos en Seattle, uno situado en la comunidad de Broadmoor y otro que abarca el vecindario de Madison Park, votaron a los republicanos de George W. Bush en las elecciones presidenciales de 2004. En las elecciones para la Legislatura del Estado de Washington y el Congreso de los Estados Unidos, casi todas las elecciones fueron ganadas por los demócratas. Seattle domina el 7.º distrito del Congreso de Washington, la circunscripción del diputado Jim McDermott, uno de los miembros más liberales del Congreso.

## Geografía
Seattle está situada en el noroeste del Estado de Washington.

### Topografía

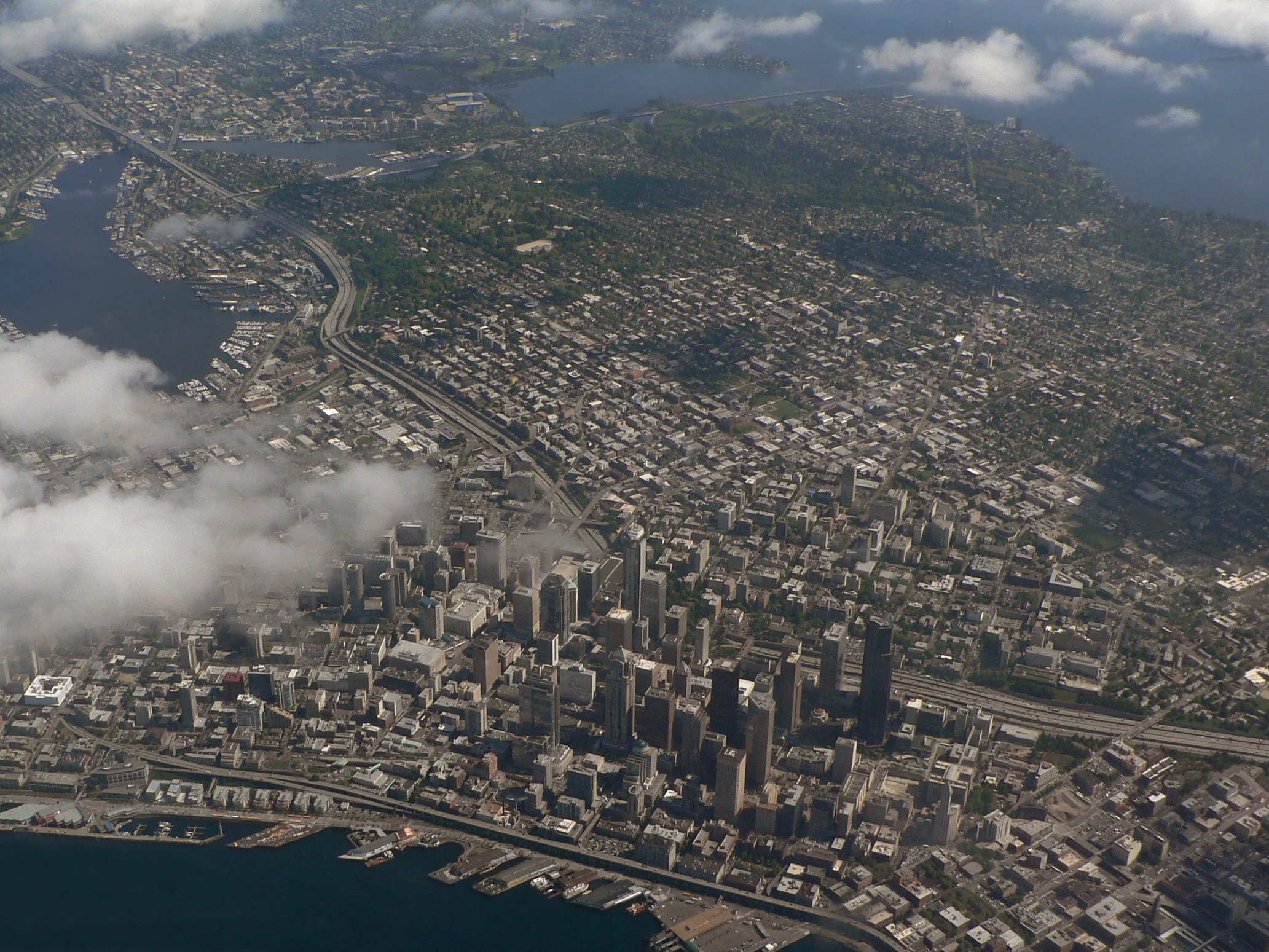
Downtown Seattle.

Seattle se encuentra entre la ensenada Puget Sound (una entrada del Océano Pacífico) al oeste, y el lago Washington al este. El principal puerto de la ciudad, en la bahía Elliott, se localiza en una entrada del Puget Sound. Hacia el oeste, más allá de Puget Sound, se ubican la península Kitsap y las Montañas Olímpicas en la península Olímpica. Al este, más allá del lago Washington y los suburbios de la zona este, se encuentran el lago Sammamish y la cordillera de las Cascadas. Las aguas del lago Washington fluyen hacia Puget Sound a través del canal de navegación del lago Washington (conformado por dos canales artificiales), el lago Union y las esclusas Hiram C. Chittenden en la bahía Salmon, que se extiende hasta la bahía Shilshole.
El mar, ríos, bosques, lagos y campos de los alrededores de Seattle fueron alguna vez lo suficientemente ricos como para mantener a una de las pocas sociedades sedentarias de cazadores-recolectores del mundo. Los alrededores se prestan a la práctica de la navegación a vela, esquí, ciclismo, camping y senderismo durante todo el año.

La ciudad en sí presenta un relieve ondulado, aunque no de modo uniforme. Al igual que Roma, se dice que se recuesta sobre siete colinas; las listas varían, pero suelen incluir Capitol Hill, First Hill, West Seattle, Beacon Hill, Queen Anne, Magnolia y la antigua Denny Hill. Los barrios Wallingford y Mount Baker están técnicamente situados en las colinas también. Muchas de las zonas más elevadas se encuentran cerca del centro de la ciudad; Capitol Hill, First Hill y Beacon Hill juntas constituyen una especie de cresta a lo largo de un istmo entre la bahía Elliott y el lago Washington. La ruptura de la cresta entre First Hill y Beacon Hill es producto de la acción del hombre, resultado de dos de los muchos proyectos de renivelación que reconfiguraron la topografía del centro de la ciudad. La topografía del centro de la ciudad también fue alterada por la construcción de un malecón y de la isla artificial Harbor (completada en 1909) en la desembocadura de la hidrovía industrial Duwamish.
Al norte del centro de la ciudad, el canal de navegación del lago Washington conecta Puget Sound con el lago Washington. Incorpora así cuatro cuerpos de agua naturales: el lago Union, y las bahías Salmon, Portage y Union.
Debido a su ubicación en el Cinturón de Fuego del Pacífico, Seattle se encuentra en una zona de gran actividad sísmica. El 28 de febrero de 2001, el terremoto Nisqually de magnitud 6.8 en la escala de Richter provocó daños arquitectónicos significativos, especialmente en la zona de Pioneer Square (construida sobre terrenos ganados al mar, así como el Distrito Industrial y parte del centro de la ciudad), pero no causó víctimas mortales. Otros temblores fuertes se produjeron el 26 de enero de 1700 (estimado en magnitud 9.0), el 14 de diciembre de 1872 (7.3 o 7.4), el 13 de abril de 1949 (7.1), y el 29 de abril de 1965 (6.5). El terremoto de 1949 causó ocho muertes, todas contabilizadas en Seattle; el sismo de 1965 fue la causa directa de tres muertes en Seattle, y una más por insuficiencia cardíaca. A pesar de que la falla de Seattle pasa justo al sur del centro de la ciudad, ni dicha falla, ni la zona de subducción de Cascadia ha causado un terremoto desde la fundación de la ciudad. La zona de subducción de Cascadia presenta la amenaza de un terremoto de magnitud 9.0 o mayor, capaz de dañar seriamente la ciudad y destruir muchos edificios, especialmente en las zonas construidas sobre un vertedero controlado.
Según la Oficina del Censo de los Estados Unidos, la ciudad tiene un área total de 369 km², de las cuales 217 km² son de tierra y 152 km² son de agua (41.16 % de la superficie total).

### Clima

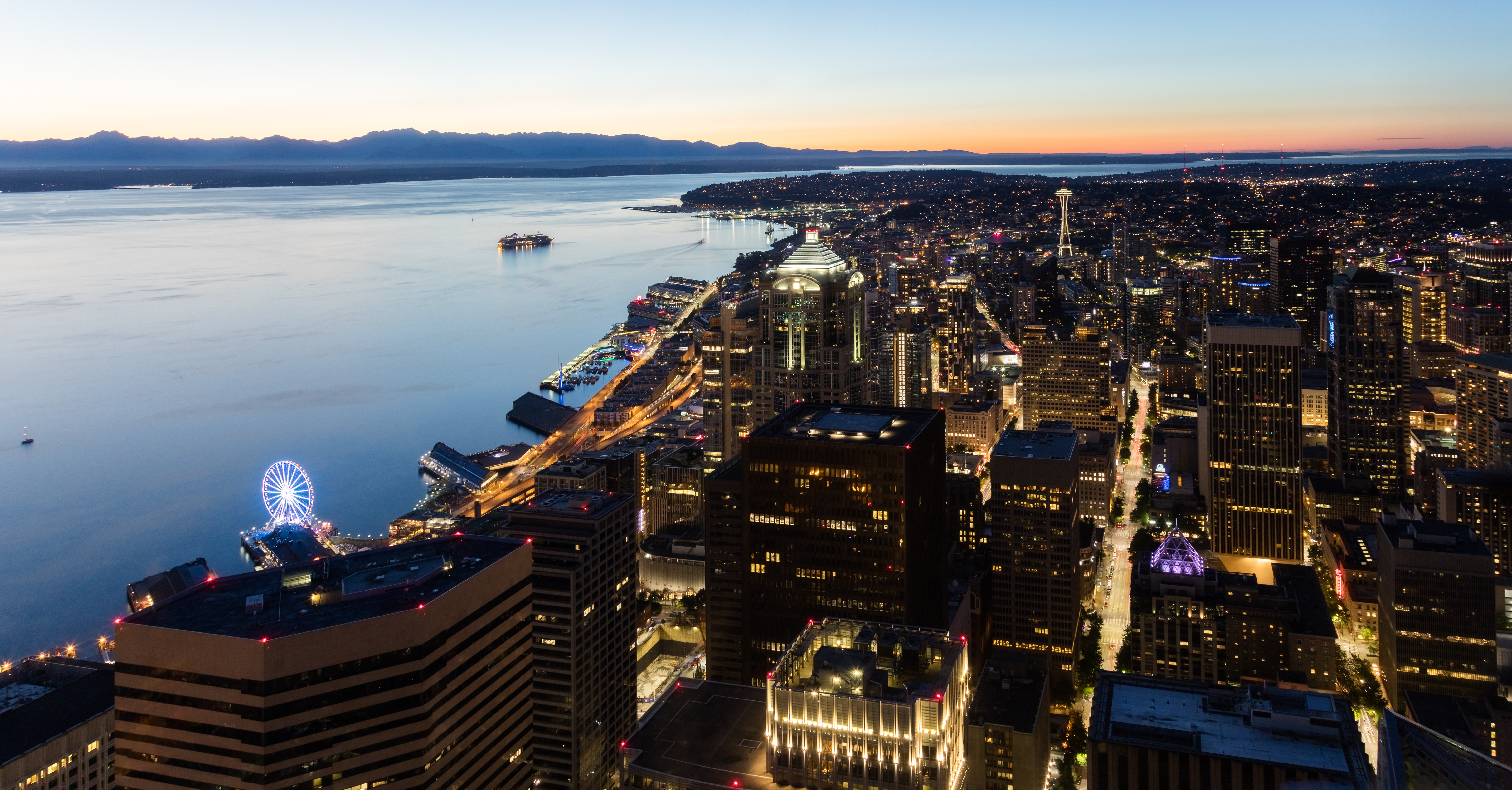
Vista del centro de Seattle desde la plataforma de observación del edificio 701 en la Quinta Avenida.

El clima de Seattle es suave, con una temperatura moderada por el mar, protegida de vientos y tormentas por las montañas. La ciudad de Seattle tiene una reputación por sus lluvias frecuentes, aunque «la ciudad lluviosa» solo recibe unos 970 mm de precipitación por año, menos que casi todas las ciudades mayores de la costa este de los Estados Unidos, como por ejemplo la ciudad de Nueva York, que recibe en promedio 1200 mm. Aunque llueve mucho más que en otros lugares del mundo como Madrid (430 mm) o Ciudad de México (830 mm). La fama mundial de las lluvias en Seattle es debido al hecho de que, al igual que en Londres, casi toda su precipitación cae en la forma de llovizna o lluvia ligera, dado que Seattle está en la sombra orográfica pluviométrica de los montes Olympic. O sea, aunque llueve con regularidad, no llueve muy fuerte. La mayoría de las lluvias caen de noviembre a marzo. Diciembre es el mes más lluvioso.
La temperatura promedio va desde los -2 °C por la noche en invierno, hasta los 23 °C de media en verano. La temperatura récord más alta fue de 39 °C, el 20 de julio de 1994. Por su parte, la temperatura más baja registrada fue -16 °C el 29 de diciembre de 1922. Al oeste, el Hoh Rain Forest, en el Parque nacional Olympic, marca un promedio de 3600 mm de precipitación pluvial, y la capital del estado, Olympia, recibe 1320 mm. La nieve es infrecuente, especialmente a altitudes bajas, y es normalmente ligera y por poco tiempo. No obstante, en una ocasión, nevó 304 mm en un solo día. Como casi toda la precipitación en Seattle es líquida, los que se quejan de la llovizna invernal constante son recordados que por lo menos no tienen que moverla con pala. Tiempo más soleado típicamente domina entre julio y septiembre.
La zona de convergencia de Puget Sound es un rasgo importante del clima del área. En esta zona, el aire que llega desde el norte encuentra aire fluyendo desde el sur. Los dos corrientes de aire tienen origen sobre el océano Pacífico; el flujo de aire se bifurca por las montañas Olympic al oeste, y después se reúne al lado de la cordillera de las Cascadas al este. Cuando las corrientes se unen, son forzadas a ascender realizando de esta forma una convención. La convención activa se descarga en forma de lluvia y a veces, con tiempo más severo, con temporadas de granizo.
Una excepción a la humedad de Seattle suele ocurrir en años con El Niño, cuando los sistemas de clima marino van al Sur hasta California y poca precipitación llega al área de Puget Sound. Como el agua de la región en los meses más secos viene de la nieve acumulada en las montañas, los inviernos con El Niño no solo resultan en una temporada de esquí mala sino también en el racionamiento de agua y una escasez hidroeléctrica durante el verano siguiente.
| Parámetros climáticos promedio de Seattle (Aeropuerto Internacional de Seattle-Tacoma), normales 1991‑2020, extremos 1894‑presente | Parámetros climáticos promedio de Seattle (Aeropuerto Internacional de Seattle-Tacoma), normales 1991‑2020, extremos 1894‑presente | Parámetros climáticos promedio de Seattle (Aeropuerto Internacional de Seattle-Tacoma), normales 1991‑2020, extremos 1894‑presente | Parámetros climáticos promedio de Seattle (Aeropuerto Internacional de Seattle-Tacoma), normales 1991‑2020, extremos 1894‑presente | Parámetros climáticos promedio de Seattle (Aeropuerto Internacional de Seattle-Tacoma), normales 1991‑2020, extremos 1894‑presente | Parámetros climáticos promedio de Seattle (Aeropuerto Internacional de Seattle-Tacoma), normales 1991‑2020, extremos 1894‑presente | Parámetros climáticos promedio de Seattle (Aeropuerto Internacional de Seattle-Tacoma), normales 1991‑2020, extremos 1894‑presente | Parámetros climáticos promedio de Seattle (Aeropuerto Internacional de Seattle-Tacoma), normales 1991‑2020, extremos 1894‑presente | Parámetros climáticos promedio de Seattle (Aeropuerto Internacional de Seattle-Tacoma), normales 1991‑2020, extremos 1894‑presente | Parámetros climáticos promedio de Seattle (Aeropuerto Internacional de Seattle-Tacoma), normales 1991‑2020, extremos 1894‑presente | Parámetros climáticos promedio de Seattle (Aeropuerto Internacional de Seattle-Tacoma), normales 1991‑2020, extremos 1894‑presente | Parámetros climáticos promedio de Seattle (Aeropuerto Internacional de Seattle-Tacoma), normales 1991‑2020, extremos 1894‑presente | Parámetros climáticos promedio de Seattle (Aeropuerto Internacional de Seattle-Tacoma), normales 1991‑2020, extremos 1894‑presente | Parámetros climáticos promedio de Seattle (Aeropuerto Internacional de Seattle-Tacoma), normales 1991‑2020, extremos 1894‑presente |
| Mes | Ene. | Feb. | Mar. | Abr. | May. | Jun. | Jul. | Ago. | Sep. | Oct. | Nov. | Dic. | Anual |
| --- | --- | --- | --- | --- | --- | --- | --- | --- | --- | --- | --- | --- | --- |
| Temp. máx. abs. (°C) | 19.4 | 21.1 | 26.1 | 31.7 | 33.9 | 42.2 | 39.4 | 37.2 | 36.7 | 31.7 | 23.3 | 18.9 | 42.2 |
| Temp. máx. media (°C) | 8.9 | 10.2 | 12.3 | 15.2 | 19.1 | 21.7 | 25.2 | 25.3 | 22 | 15.8 | 11.2 | 8.3 | 16.3 |
| Temp. media (°C) | 6 | 6.7 | 8.4 | 10.7 | 14.2 | 16.7 | 19.5 | 19.7 | 17 | 12.1 | 8.1 | 5.6 | 12.1 |
| Temp. mín. media (°C) | 3.2 | 3.2 | 4.4 | 6.3 | 9.3 | 11.7 | 13.8 | 14 | 12 | 8.3 | 4.9 | 2.8 | 7.8 |
| Temp. mín. abs. (°C) | -17.8 | -17.2 | -11.7 | -1.7 | -2.2 | 3.3 | 6.1 | 6.7 | 1.7 | -2.2 | -14.4 | -14.4 | -17.8 |
| Precipitación total (mm) | 146.8 | 95.5 | 105.9 | 80.8 | 47.8 | 36.8 | 15.2 | 24.6 | 40.9 | 99.3 | 160.3 | 145.3 | 999.2 |
| Nevadas (cm) | 4.6 | 5.6 | 1 | 0 | 0 | 0 | 0 | 0 | 0 | 0 | 0.5 | 4.3 | 16 |
| Días de precipitaciones (≥ 0.2 mm)                                                                                                 | 18.7 | 15.9 | 17.1 | 15.0 | 11.3 | 9.2 | 4.7 | 4.9 | 8.3 | 14.3 | 18.4 | 18.4 | 156.2 |
| Días de nevadas (≥ 0.2 cm) | 1.4 | 1.2 | 0.4 | 0.0 | 0.0 | 0.0 | 0.0 | 0.0 | 0.0 | 0.0 | 0.2 | 1.5 | 4.7 |
| Horas de sol | 69.8 | 108.8 | 178.4 | 207.3 | 253.7 | 268.4 | 312.0 | 281.4 | 221.7 | 142.6 | 72.7 | 52.9 | 2169.7 |
| Humedad relativa (%) | 78.0 | 75.2 | 73.6 | 71.4 | 68.9 | 67.1 | 65.4 | 68.2 | 73.2 | 78.6 | 79.8 | 80.1 | 73.3 |
| Fuente: NOAA (humedad y horas de sol 1961‑1990)                                                                                    | | | | | | | | | | | | | |

## Urbanismo

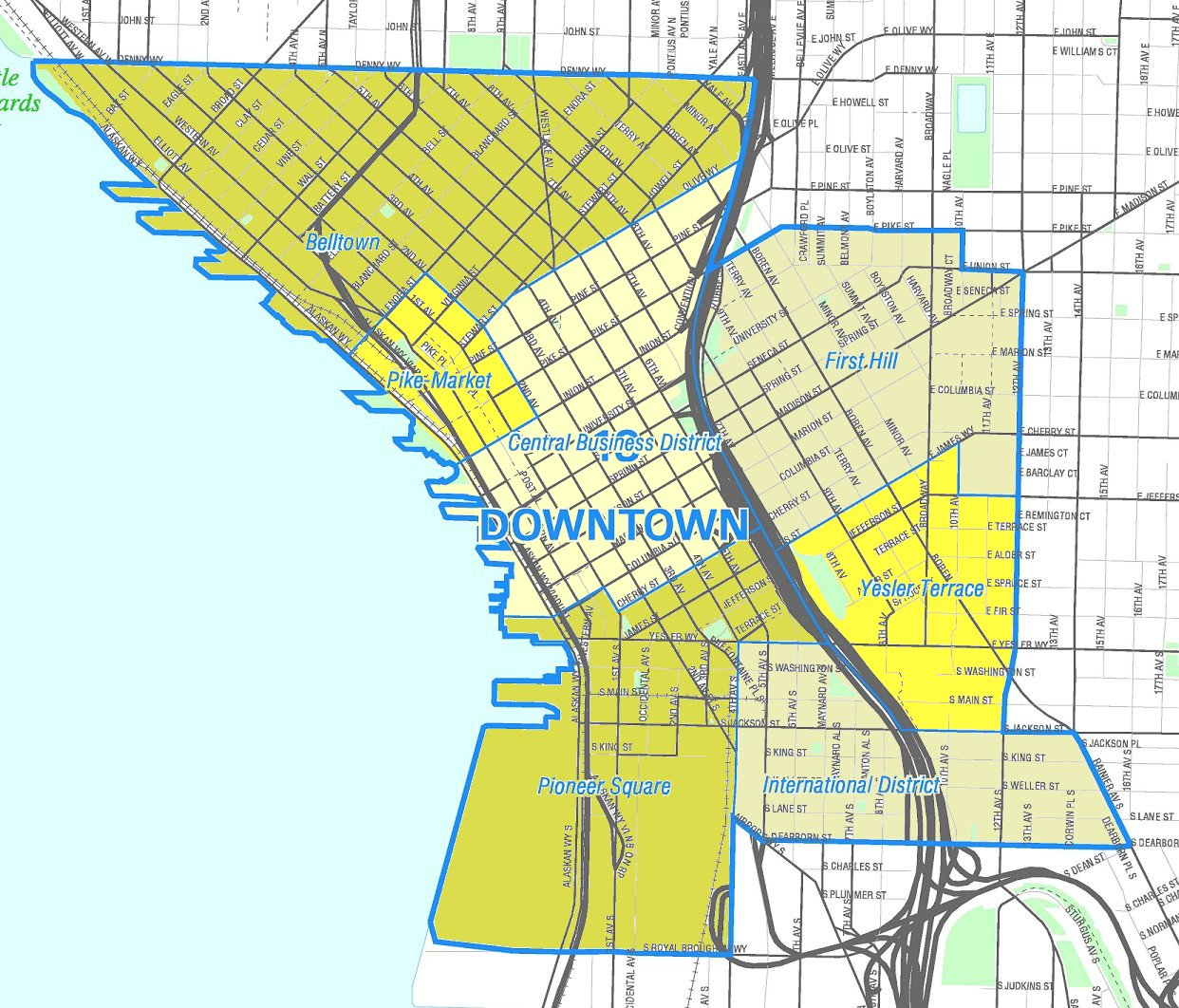
Mapa que muestra el desarrollo urbanístico del centro (downtown) de Seattle.

El diseño de las calles de Seattle está basado en una serie de calles hipodámicas rectangulares inconexas. La mayoría de Seattle y el condado de King usan una sola calle hipodámica, orientada al norte.
La mayoría de las calles de Seattle discurren tanto en sentido norte-sur como este-oeste. Sin embargo, esta orientación no prevalece en una de las zonas más antiguas y más densas de la ciudad, la delimitada por la bahía de Elliott al oeste, Broadway al este, Yesler Way al sur y Denny Way hacia el norte. Esa excepcional área incluye todo el Distrito Central de Negocios (CBD), la parte más septentrional de la plaza Pioneer, el barrio del sur del CDB, First Hill al este del CBD y Belltown Denny Regrade al norte del CBD.
La red está orientada 32 grados oeste del norte en la parte sur de esa zona excepcional, y 49 grados oeste del norte en la parte norte. Las dos partes están divididas por una línea que discurre a lo largo de la Stewart Street desde Alaskan Way en el Central Waterfront al este de la 3rd Avenue, después a lo largo de Olive Way desde 3rd Avenue a 7th Avenue, y a lo largo de la Howell Street desde 7th Avenue a Denny Way.
Estos tres modelos de red (hacia el norte, 32 grados oeste del norte, y 49 grados oeste del norte) son el resultado de un desacuerdo entre David Swinson «Doc» Maynard, cuyas tierras se extendían al sur de Yesler Way, y Arthur A. Denny y Carson D. Boren, cuyas tierras se establecían en el norte:
Denny Boren prefería que sus calles siguieran el litoral de Elliott Bay, mientras que Maynard prefirió una red basada en los puntos cardinales de sus concesiones. Los tres competían para tener el centro de la ciudad construido en sus tierras. Denny quedó con lo que se convertiría en el distrito central de negocios, pero fue la red de Maynard la que terminó siendo extendida por toda la ciudad y en todas las del condado de King.
Algunas ciudades más pequeñas en el condado de King, como North Bend, tienen su propio sistema de nombres de red en el centro de la ciudad, pero la red de Maynard en la que se basa la plaza Pioneer oficialmente abarca todo el condado.

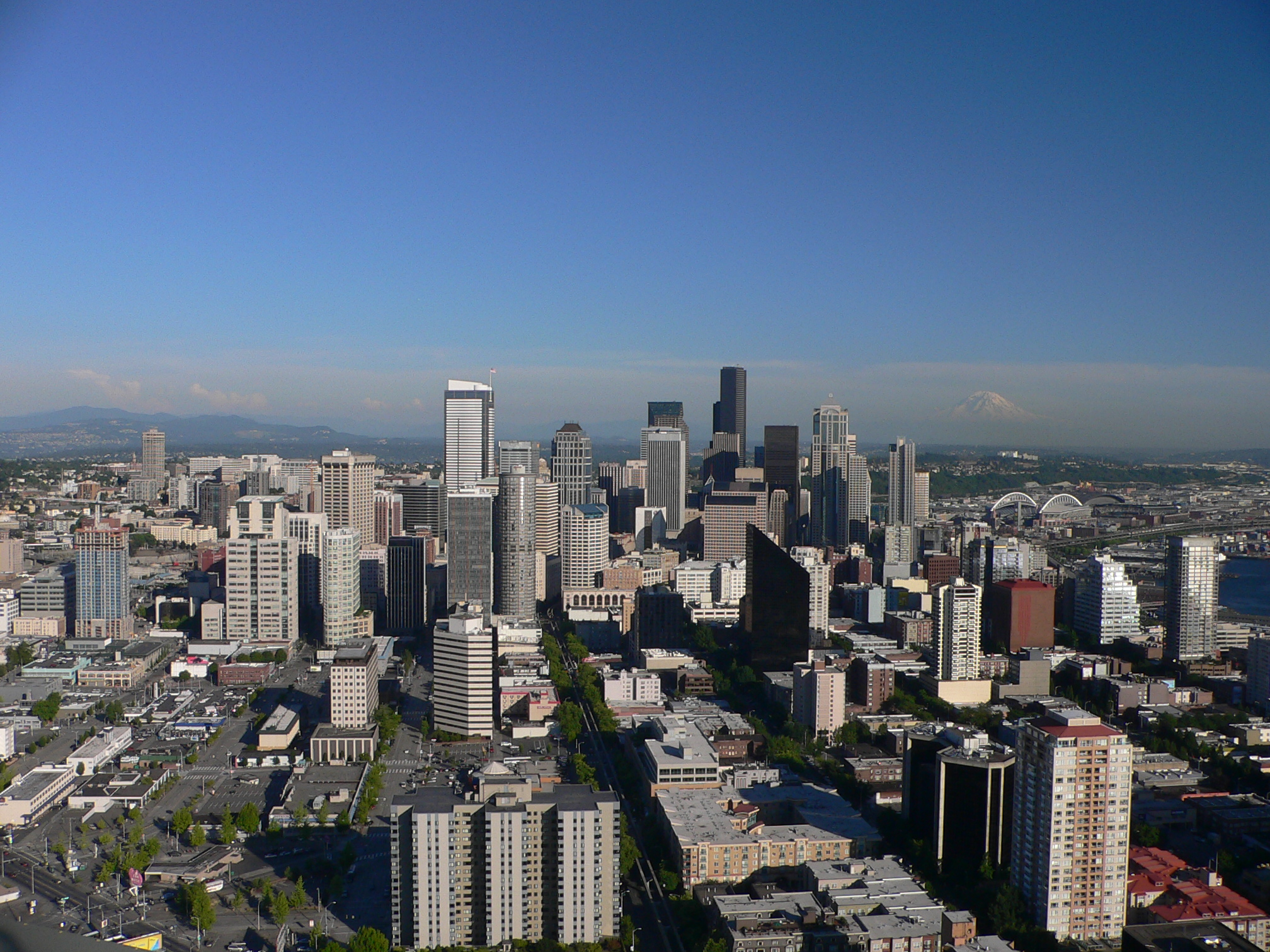
Vista aérea del centro de Seattle.

### Barrios
Seattle ha crecido a través de una serie de anexiones de pequeñas comunidades colindantes. El 3 de mayo de 1891 Magnolia, Wallingford, Green Lake y el Distrito de la Universidad (conocido entonces como Brooklyn) fueron adheridos. La ciudad de South Seattle lo hizo el 20 de octubre de 1905. Entre el 7 de enero y el 12 de septiembre de 1907, Seattle casi dobló su área al adherir seis localidades y áreas del condado de King, incluyendo el sudeste de Seattle, Ravenna, South Park, Columbia, Ballard y West Seattle. Tres años más tarde, tras serias dificultades pagando diez mil dólares al condado, la localidad de Georgetown se fusionó con Seattle. Finalmente, el 4 de enero de 1954 el área comprendida entre la North 85th Street y la North 145th Street fue anexionada, incluyendo los barrios de Maple Leaf, Lake City, View Ridge y Northgate.
El alcalde de la ciudad, Greg Nickels, está entre aquellos que llamaron a Seattle «la ciudad de los barrios», aunque los límites (e incluso los nombres) de aquellos barrios son, a menudo, motivo de disputas. Por ejemplo, la portavoz del Departamento de Barrios informó que su propio barrio ha ido desde el Distrito Central a Madrona, a Greater Madison Valley y hasta ahora Madrona Park.
Alrededor de una docena de barrios de Seattle tienen Centros de Servicios locales, conocidos en 1972 como «pequeños ayuntamientos» e incluso tienen sus propias festividades, ferias y desfiles durante los meses de verano. La mayor feria de las calles de la ciudad incluye cientos de puestos de alimentos y artesanías propias, múltiples escenarios con espectáculos en vivo y congrega a más de cien mil personas durante el fin de semana.
Los habitantes de White Center, un barrio entre Seattle y Burien, están en proceso de decidir a cual de las dos ciudades desean anexionarse.

## Demografía
En el censo estimado de 2018, la ciudad contaba con una población municipal de 744 955 habitantes. De acuerdo con la Oficina Estatal de Washington de Gestión Financiera, Seattle contaba el 1 de abril de 2008 con 592 800 habitantes. El censo de 2000 reflejó 258 499 hogares y 113 400 familias residiendo en la ciudad. La Encuesta de la Comunidad Americana (American Community Survey) de 2005-2007 mostró que el 74.1 % de la población de Seattle era de raza blanca (67.9 % eran no hispanos), el 15.4 % eran asiáticos, un 9 % representaba a la comunidad negra o afroamericana, el 2.2 % eran indios americanos y nativos de Alaska, 0.8% nativos hawaianos y otros isleños del Pacífico, 3.1 % eran personas de otras razas y el 4.2 % eran de dos o más razas. La comunidad hispana o latina y de cualquier raza era de un 6.2 %.
También en el censo de 2000, el 11.3 % de los encuestados tenía ascendencia alemana; un 9.1 %, irlandesa; un 8.1 %, inglesa; y el 5 %, ascendencia noruega. Como primera lengua, el 80.1 % aseguraba que era el inglés; un 4.2 %, castellano; un 2.3 %, mandarín; un 2 %, tagalo, y el 1.9 %, vietnamita. Seattle ha visto cómo ha aumentado considerablemente la inmigración en las últimas décadas: la población que ha nacido en el extranjero se ha incrementado un 40 % entre los censos de 1990 y 2000. Con casi un 4 %, el Gran Seattle tiene la mayor concentración de personas de raza mixta de las principales áreas metropolitanas de los Estados Unidos.
En 1999, los ingresos medios de una vivienda de la ciudad eran de 45 736 dólares, y los ingresos medios de una familia eran de 62 195 dólares. Los hombres gozaron de unos ingresos medios de 40 929 dólares, mientras que las mujeres contaron con 35 134 dólares anuales. La renta per cápita de la ciudad fue de 30 306 dólares. El 11.8 % de la población y el 6.9 % de las familias se encontraban por debajo del umbral de la pobreza. De las personas que se encontraban viviendo en la pobreza, el 13.8 % eran jóvenes de menos de diecinueve años y el 10.2 % eran ancianos de sesenta y cinco años o más. Se estima que el Condado de King tiene ocho mil personas sin techo, y muchos de ellos viven en Seattle. En septiembre de 2005, el Condado de King adoptó el «Plan Decenal para erradicar la falta de hogar».
En 2006, tras crecer cuatro mil ciudadanos por año en los últimos dieciséis años, los planes regionales esperan que la población de Seattle crezca en doscientas mil personas más en 2040. Sin embargo, el alcalde Nickels sostiene planes que incrementarían la población en un 60 % o trescientas cincuenta mil personas más, y está trabajando sobre los medios para dar cabida a este crecimiento, manteniendo la ley de zonas de viviendas unifamiliares en Seattle. El Ayuntamiento de Seattle más tarde votó para rebajar los límites de altura de los edificios en la parte del centro, en parte con el objetivo de aumentar la densidad residencial en el centro de la ciudad.
Un estudio realizado en 2006 por la UCLA indica que Seattle tiene una de las más altos índices de población LGBT. El 12.9 % de los ciudadanos encuestados se identificaron como gay, lesbiana o bisexual. La ciudad ocupa el segundo lugar de todas las grandes ciudades de Estados Unidos, solo por detrás de San Francisco y ligeramente por delante de Atlanta. El Gran Seattle también ocupa el segundo lugar entre las principales áreas metropolitanas estadounidenses, con un 6.5 % siendo LGBT. Ello se debe principalmente a la mayor aceptación que hay en la ciudad, y en general en todo el estado, de las minorías sexuales con respecto a otras partes del país.
Según el censo estadounidense de 2000, revisado en 2004, Seattle tiene la quinta mayor proporción de hogares unipersonales a nivel nacional entre las ciudades de cien mil habitantes o más, con un 40.8 %.

## Economía

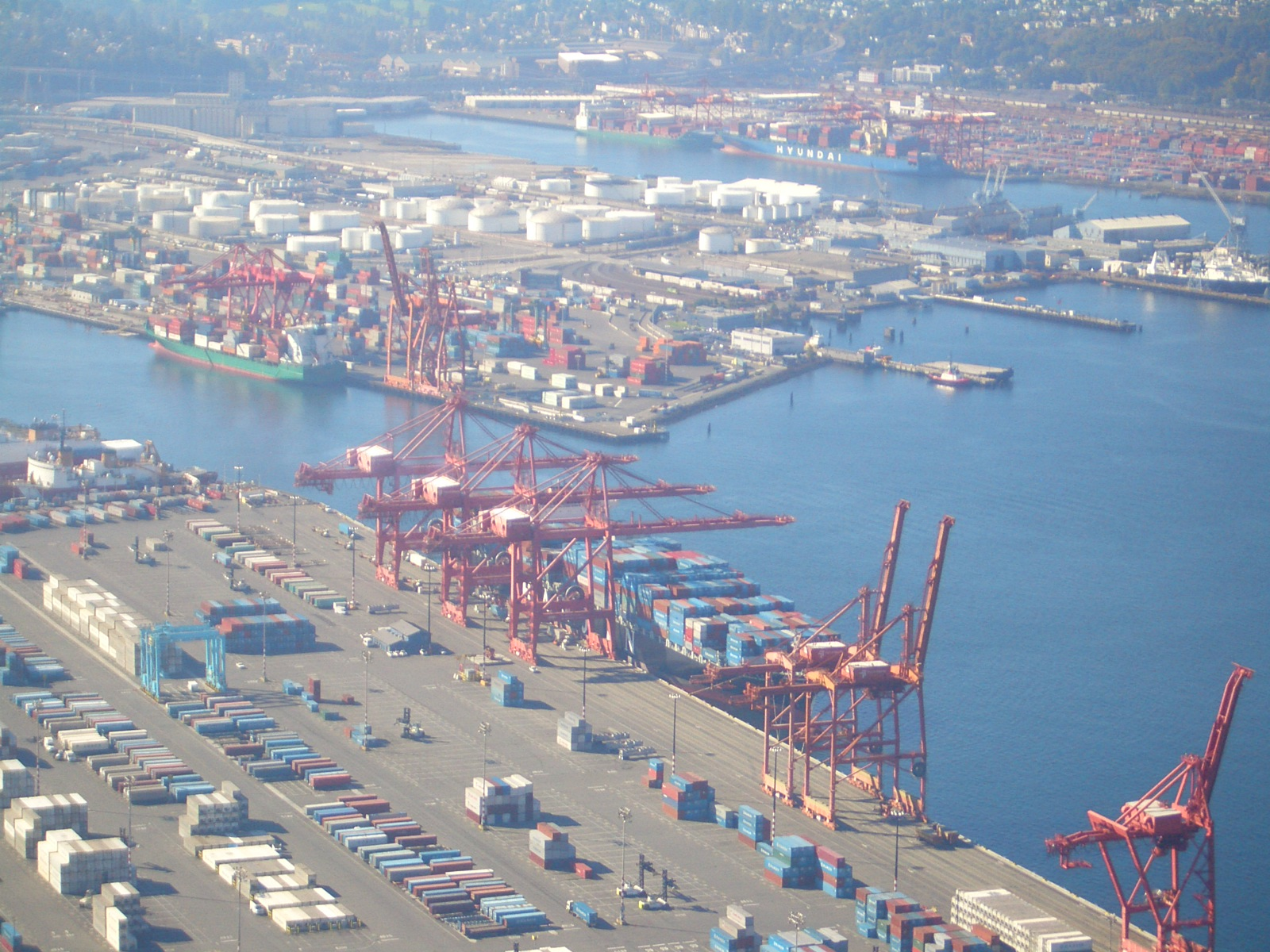
Seattle es uno de los principales puertos de los Estados Unidos.

Seis compañías de la lista Fortune 500 de 2008 de las compañías más grandes de los Estados Unidos tienen sus oficinas centrales en Seattle. Ellas son Washington Mutual (n.º 130), Safeco Corporation (n.º 267), Nordstrom (n.º 286), Amazon.com (n.º 342) y Starbucks (n.º 425). Sin embargo, en abril de 2008, se anunció la venta de Safeco a Liberty Mutual y en septiembre de ese mismo año Washington Mutual fue confiscada por la Corporación Federal de Seguro de Depósitos y vendida a JPMorgan Chase. Otras compañías del Fortune 500 asociadas popularmente a Seattle tienen sus sedes en ciudades del Puget Sound. Algunas de ellas son Costco, con sede en Issaquah; Microsoft y Nintendo, en Redmond; Weyerhaeuser, en Federal Way; y el fabricante de camiones PACCAR y T-Mobile en Bellevue.
Antes de mudar su sede a Chicago, la compañía Boeing fue la más grande de Seattle. Su división mayor todavía está cerca de Renton y tiene grandes plantas de fabricación de aeronaves en Everett y Renton, por lo que sigue siendo la empresa más grande en el área metropolitana de Seattle. El alcalde de Seattle, Greg Nickels, anunció su deseo de provocar un auge económico impulsado por la biotecnología en 2006. Están intentando que nuevas empresas vayan a la ciudad, uniéndose a las compañías biotecnológicas Corixa, Immunex (ahora parte de Amgen) y ZymoGenetics. Vulcan Inc, la empresa del millonario Paul Allen, está detrás de la mayoría de los proyectos en desarrollo. En 2005, la revista Forbes dijo que Seattle era la ciudad más cara en los Estados Unidos para comprar una casa, en relación con los ingresos locales.
Por su parte, Alaska Airlines mantiene su sede en SeaTac, cerca del aeropuerto.

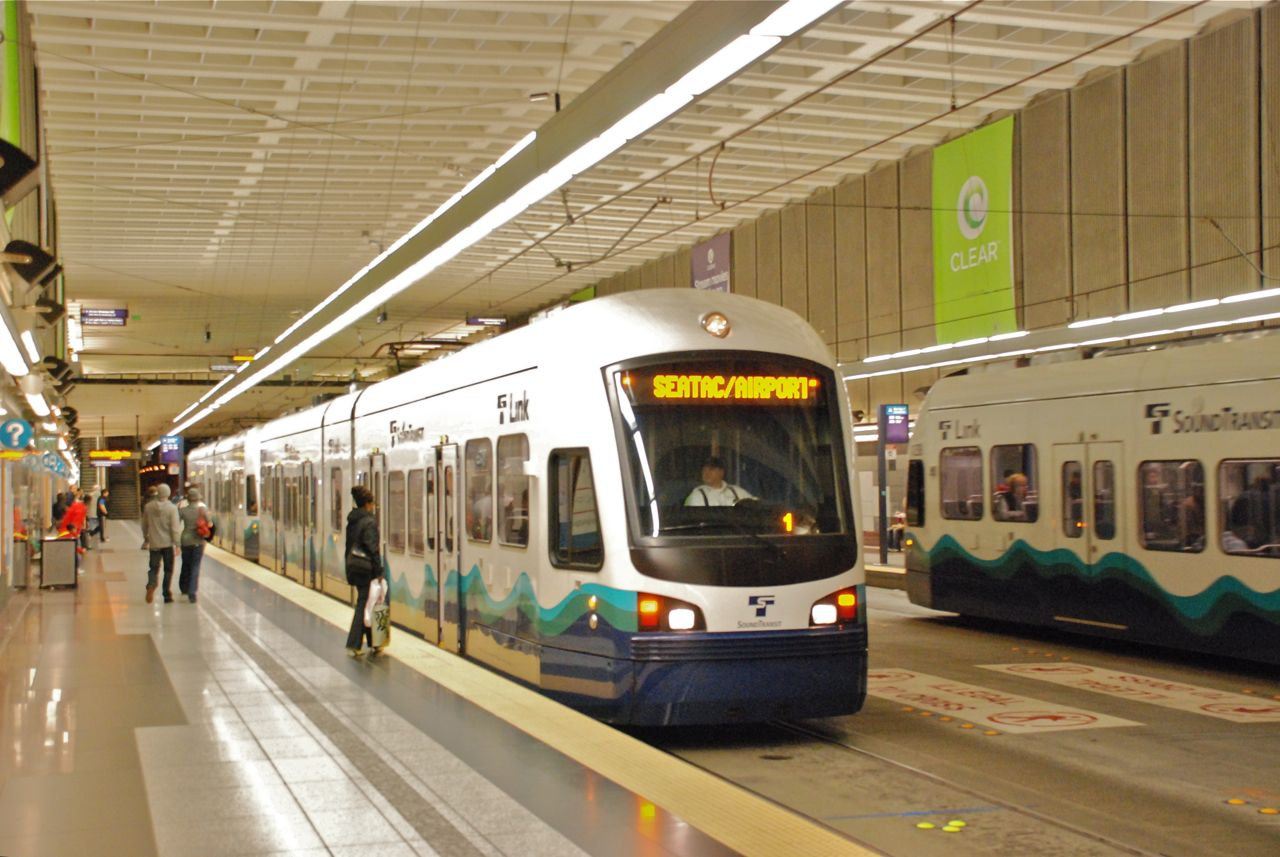
Línea 1 (Tren Ligero de Seattle).

## Transporte
El Aeropuerto Internacional de Seattle-Tacoma (SEA), localizado en Sea-Tac, a sur de Seattle y al norte de Tacoma, es el centro de operaciones de las compañías aéreas Alaska Airlines y Horizon Air.

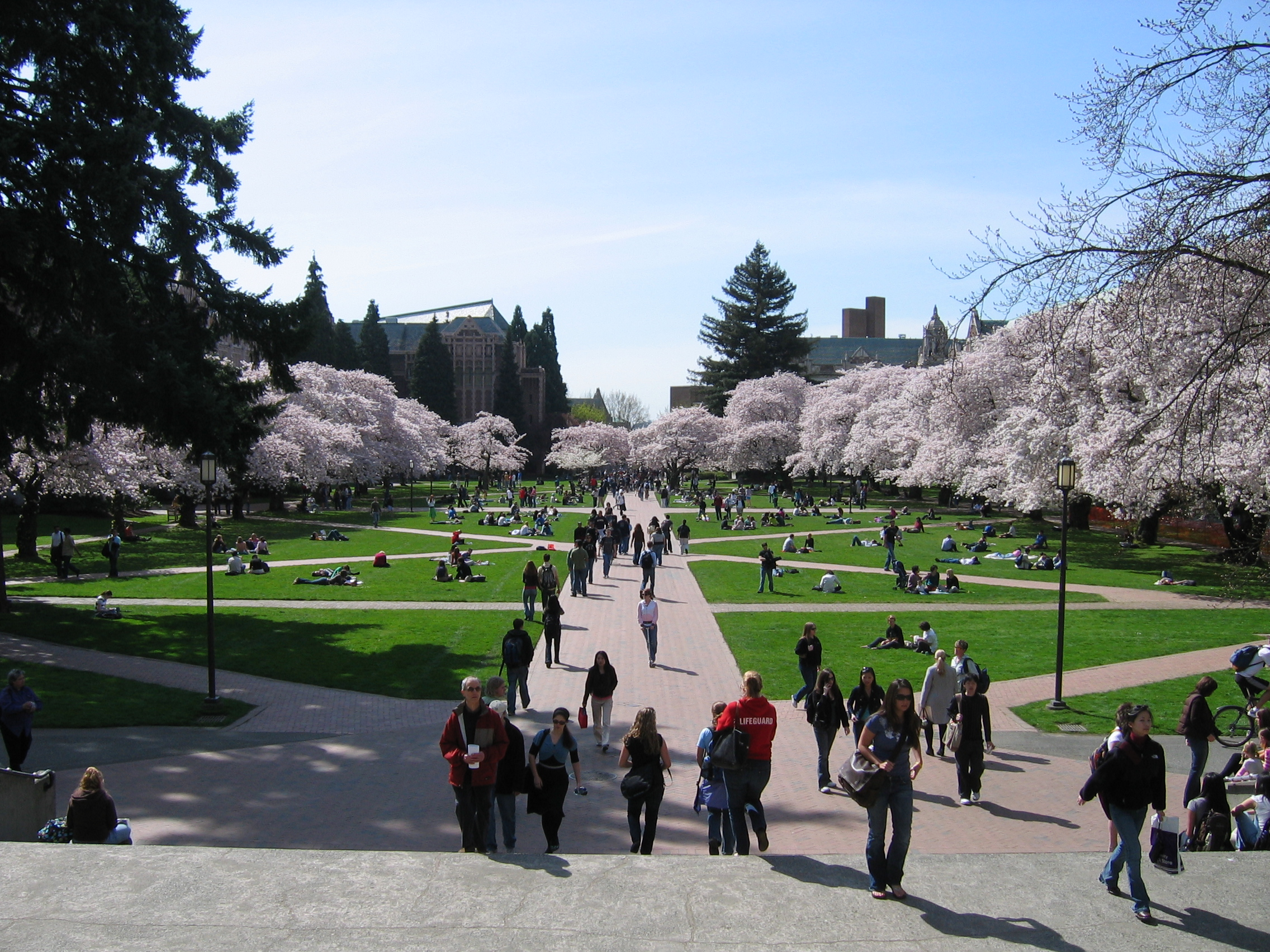
Universidad de Washington.

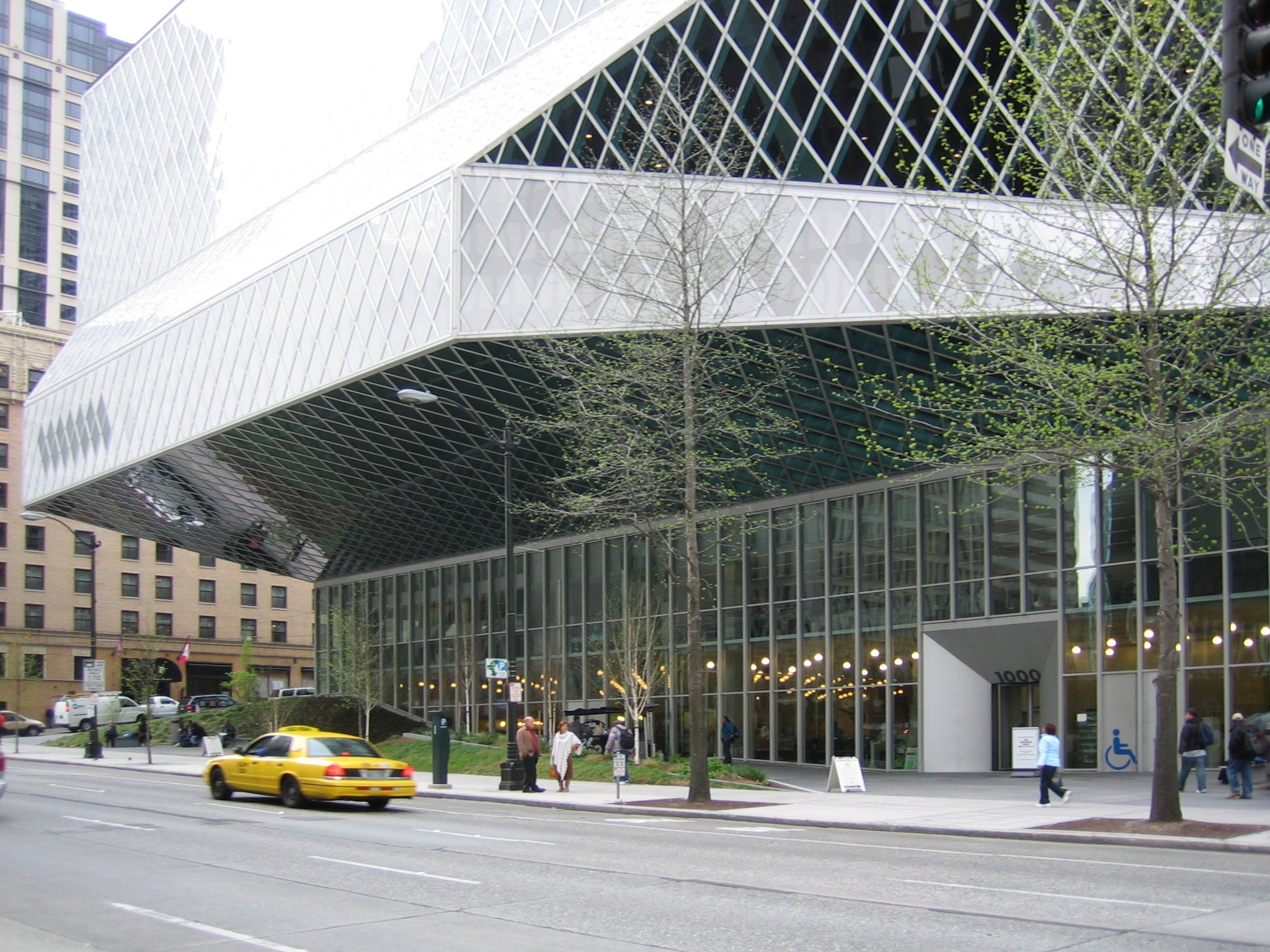
Biblioteca Central de Seattle.

## Educación
La organización de las Escuelas Públicas de Seattle opera las escuelas públicas de la ciudad.
La organización de la Biblioteca Pública de Seattle opera las bibliotecas públicas de Seattle.

## Cultura

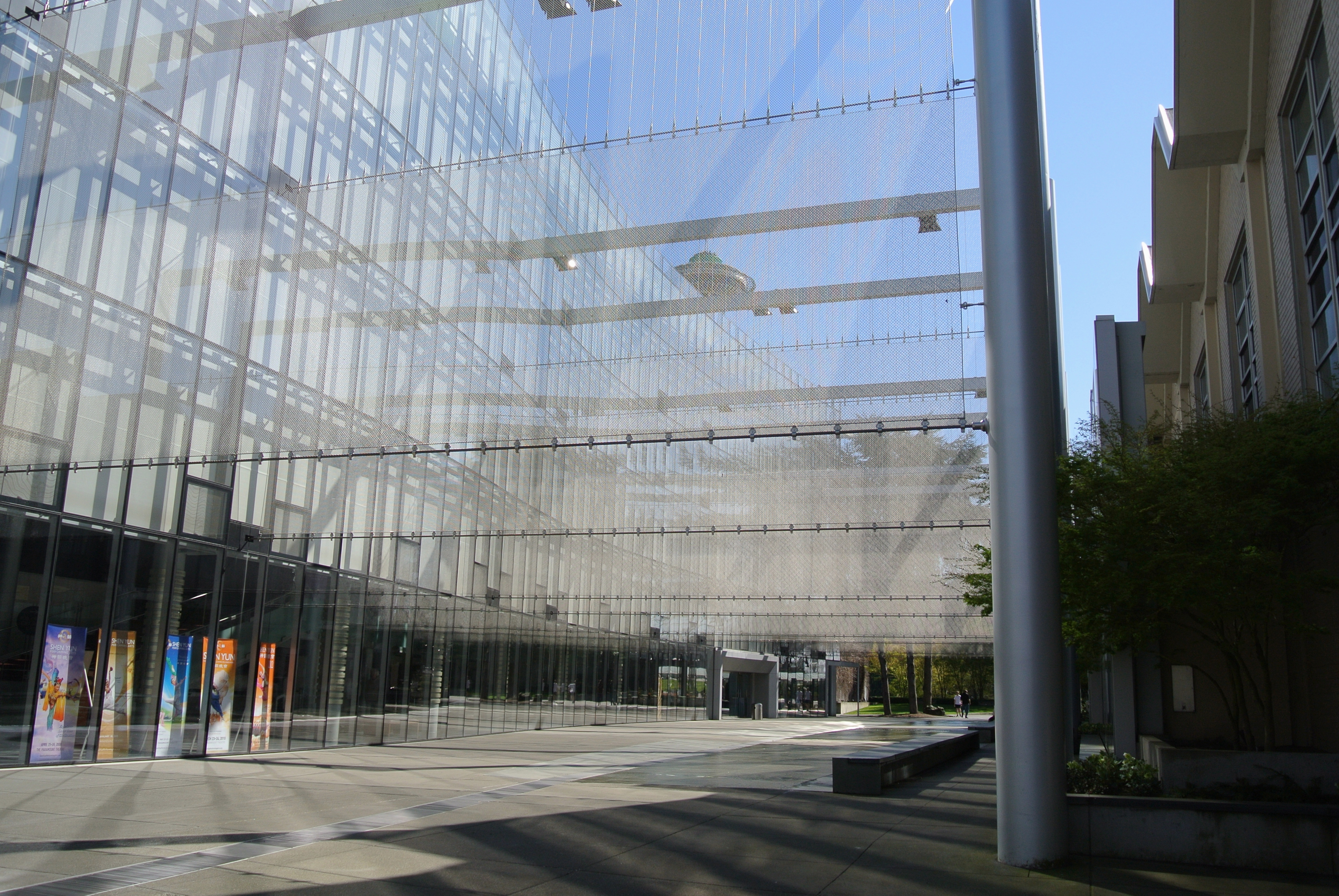
McCaw Hall (Ópera de Seattle).

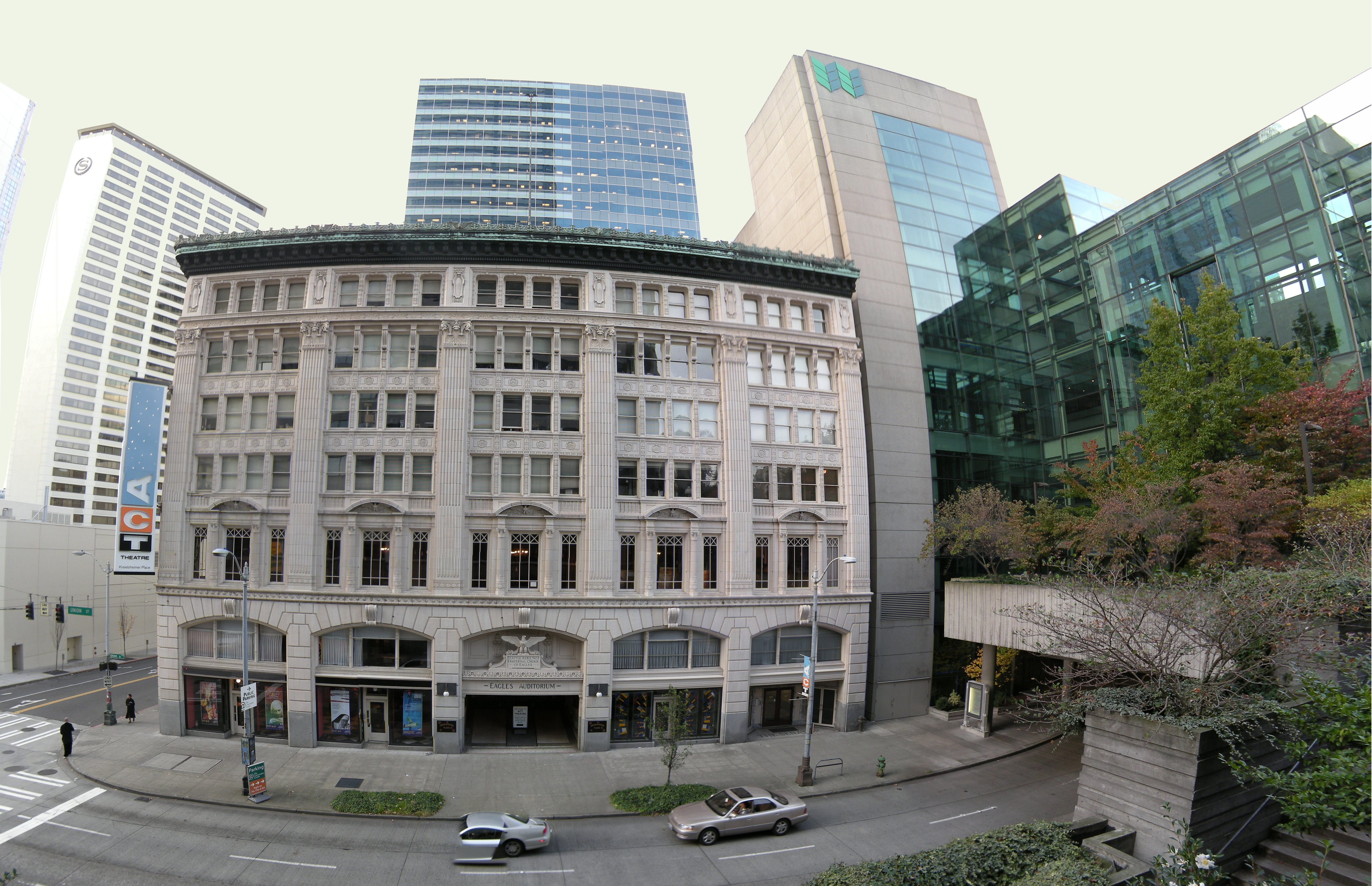
El Auditorio Eagles forma parte del Registro Nacional de Lugares Históricos. Es sede de la compañía teatral A Contemporary Theatre.

La ciudad fue la cuna del poeta y ensayista Richard Hugo (1923-1982),  autor de más de una docena de publicaciones y profesor de literatura de las universidades de Montana y Washington. En su honor, se fundó luego de su muerte una sede que apoya a escritores y poetas nuevos con talleres y lecturas, conocida como Richard Hugo House ubicada en el área de Capitol Hill.
Seattle ha sido el centro regional de las artes escénicas durante varios años. La centenaria Orquesta Sinfónica de Seattle (Seattle Symphony Orchestra) está entre las que más graban del mundo y actúa, generalmente, en el Benaroya Hall. La Ópera de Seattle y el Ballet del Noroeste del Pacífico, que actúan en el McCaw Hall (abierto en 2003 en el antiguo emplazamiento de la Seattle Opera House en el centro de Seattle), son distinguidos, con la Ópera siendo particularmente conocida por sus representaciones de los trabajos de Richard Wagner y el PNB School (fundado en 1974) es una de las tres instituciones estadounidenses de entrenamiento de ballet más importantes del país. La Orquesta Sinfónica Joven de Seattle (SYSO, Seattle Youth Symphony Orchestras) es la mayor organización sinfónica juvenil de los Estados Unidos.
El Teatro de la 5.ª Avenida (5th Avenue Theatre), construido en 1926, escenifica espectáculos musicales del estilo de Broadway con la colaboración de talentos locales e internacionales. Seattle posee alrededor de 100 compañías productoras de teatro y dos docenas de salas de teatro, muchas de las cuales están asociadas al teatro alternativo (conocido en el mundo angloparlante como Fringe theatre). La Cámara Municipal de Seattle, de estilo neorrománico, acoge varios eventos culturales, especialmente lecturas y recitales.
Seattle es considerada la cuna del grunge por ser ciudad origen de las bandas más influyentes de este género a comienzos de los años 90 como Nirvana, Pearl Jam, Soundgarden, Alice in Chains, Mudhoney y Candlebox. La escena musical de la ciudad no termina aquí, ya que Seattle cuenta con varios músicos como los vanguardistas del jazz Bill Frisell y Wayne Horvitz, el rapero Sir Mix-a-Lot, el saxofonista Kenny G, la banda de rock Heart, las bandas de heavy metal Queensryche, Demon Hunter y Nevermore, y bandas de rock como Foo Fighters, Melvins y The Presidents of the United States of America. También, músicos como Jimi Hendrix, Duff McKagan y Nikki Sixx recibieron su formación en Seattle. Ray Charles, Quincy Jones y Ernestine Anderson aunque no son de la ciudad, tuvieron una exitosa carrera en la escena del jazz en Seattle.
Desde el nacimiento del grunge, la zona ha sido testigo de una diversa e influyente escena musical alternativa. El prestigioso sello independiente local Sub Pop fue la primera discográfica en firmar a Nirvana y Soundgarden, así como a otros artistas no necesariamente del grunge como Band of Horses, Modest Mouse, Murder City Devils, Sunny Day Real Estate, Death Cab for Cutie y The Postal Service.

### Museos y galerías

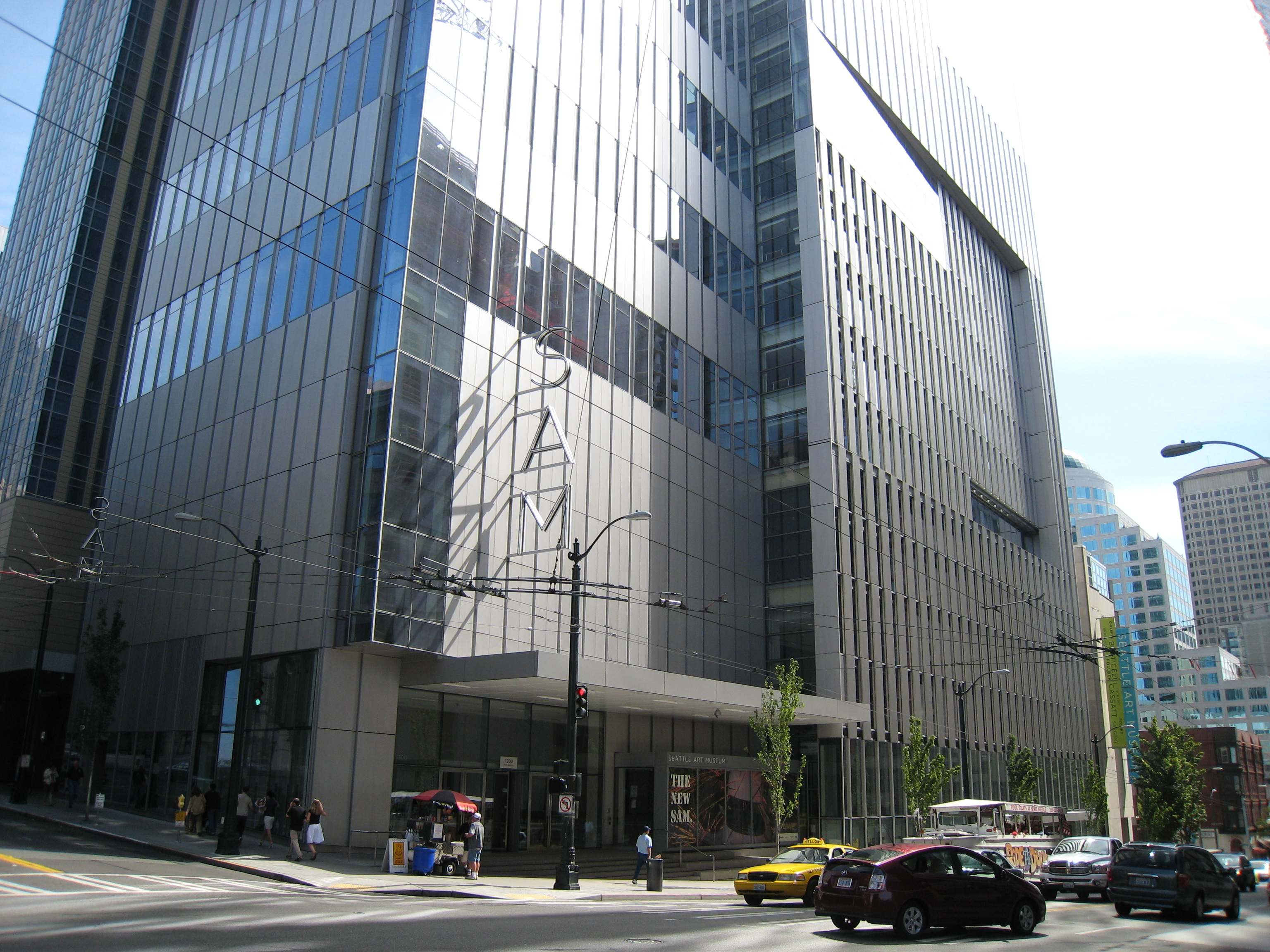
Museo de Arte de Seattle.

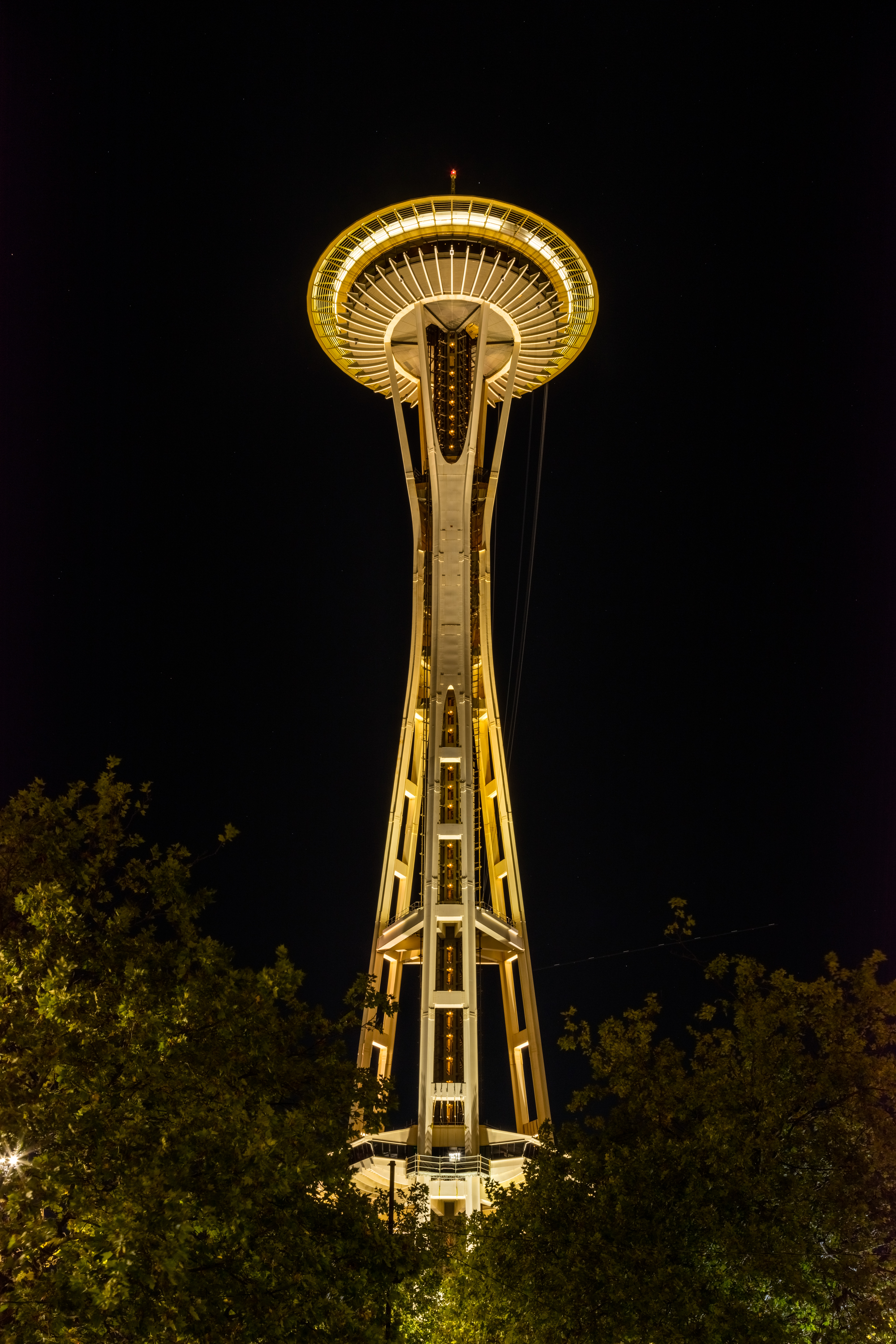
Space Needle.

Seattle posee un perfil bajo en cuanto a museos de arte, sobre todo si se los compara con las artes escénicas, un sector en el que presenta una actividad más prolífica. Pese a ello, la ciudad cuenta con cinco grandes museos y galerías. Estas son: Consolidated Works, el Museo de Arte de Frye, la Galería de Arte de Henry, el Museo de Arte de Seattle y el Museo de Arte Asiático de Seattle.
Muchos de los museos e instituciones culturales de Seattle no son museos específicamente pero tienen también excelentes colecciones de arte, especialmente el Museo Burke de Historia Natural y Cultura, que incluye en su interior una extensa colección de arte nativo americano.
Seattle cuenta también con más de cien galerías de arte comercial, con al menos una docena de galerías de arte sin fines de lucro y con un centenar de estudios de artistas que están abiertos al público, por lo menos una vez al mes. Alrededor de la mitad de estas galerías y estudios se concentran en un barrio, Pioneer Square.
Fuera de la esfera del arte, Seattle tiene varios otros museos y otras instituciones similares:
- El Museo Burke de Historia Natural y Cultura, en el campus de la Universidad de Washington, tiene una gran colección de botánica, zoología y especímenes geológicos, además de una colección antropológica que destaca por su cobertura de los nativos americanos del Pacífico Noroeste.
- El Museo de Historia e Industria guarda un lugar destacado para la historia regional y la industria (está programada su mudanza al centro desde su actual ubicación en el barrio de Montlake); el Centro de Barcos de madera, un museo de patrimonio marítimo en el Lago Union; el Museo de Vuelo, que incorpora un Boeing original de fábrica; el Museo de las Comunicaciones, y el museo sin paredes, dedicado al Distrito de la Universidad.
- Los aspectos étnicos clave de la diversidad cultural de Seattle están representados por el Centro Cultural Daybreak Star, en Discovery Park, operado por la fundación United Indians of All Tribes; el Museo del Patrimonio Nórdico en Ballard, que rinde homenaje a los inmigrantes escandinavos de la ciudad; y el Museo Asiático Wing Luke, en el Distrito Internacional, que se centra en la cultura, el arte y la historia de los asiáticos americanos del Pacífico.
- El Acuario de Seattle está situado en la bahía de Elliott; el Parque Zoológico Woodland en Phinney Ridge, en el norte de Seattle, es uno de los zoológicos líderes del país por sus innovaciones en exhibiciones abiertas y naturalistas.
- El campus del Seattle Center incluye el Centro de Ciencia del Pacífico, el Proyecto Musical Paul Allen y el Museo y Salón de la Fama de la Ciencia Ficción.
- El Museo de la Policía Metropolitana de Seattle, en la plaza de Pioneer, dedicado al cuerpo de policía de la ciudad.

### Atracciones

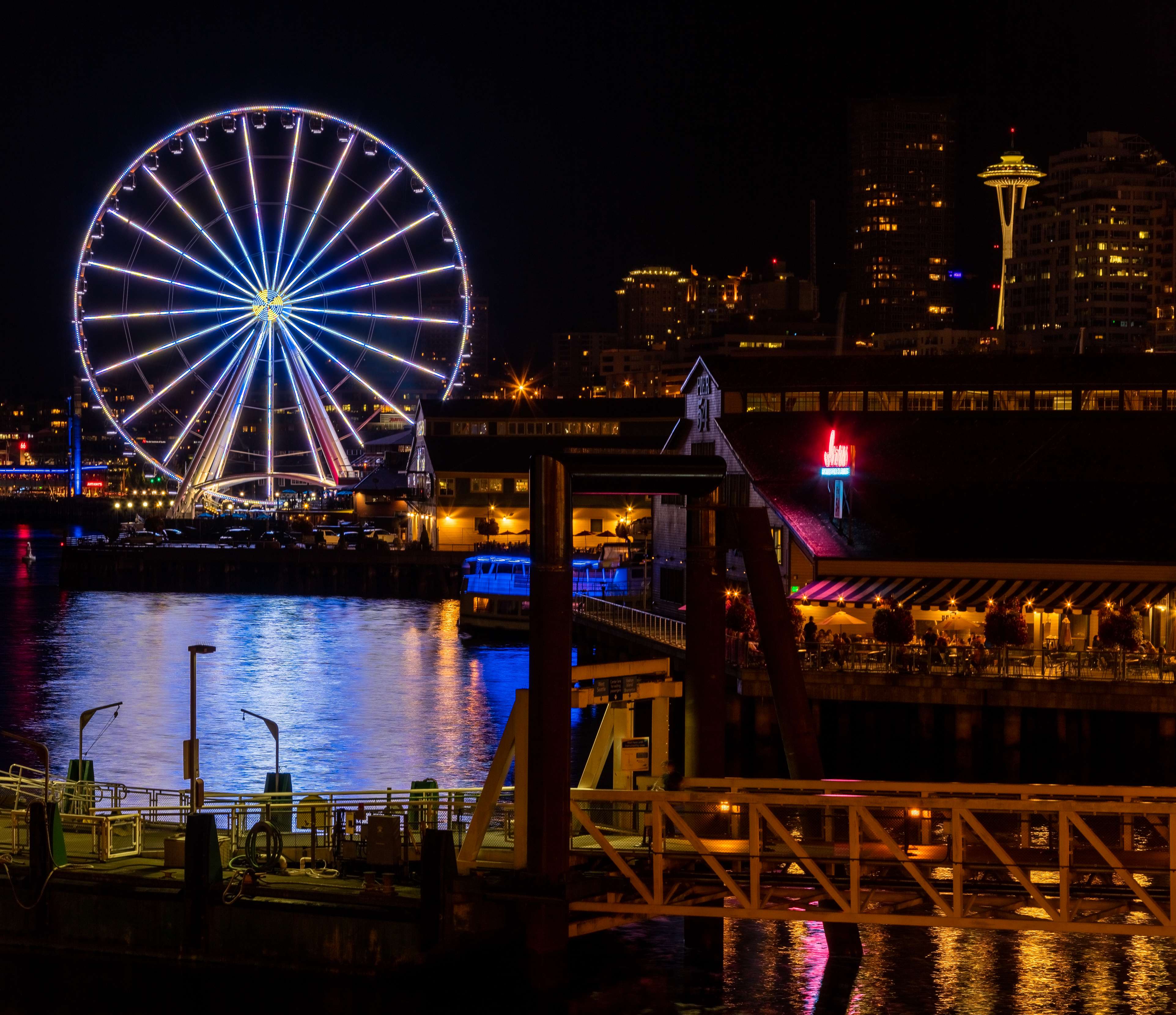
Vista de la zona de recreo del puerto con la noria Seattle Great Wheel.

El Space Needle (‘Aguja Espacial’, en español), que data de la 21 Century Exposition de 1962, es la atracción más reconocible de Seattle, habiendo sido parte del logo del show televisivo Frasier y apareciendo de fondo en las series Anatomía de Grey, iCarly y The Killing (serie de crimen y drama lanzada en 2011), y en películas como Sleepless in Seattle, The Twilight Saga: Eclipse y 50 sombras de Grey.
El recinto ferial que rodea la «aguja» ha sido convertido en el Seattle Center, que sigue siendo el sitio de varios eventos cívicos y culturales tales como el Bumbershoot (un festival musical), Folklife (festival de folk) y el Bite of Seattle (un festival gastronómico). El Seattle Center juega múltiples roles en la ciudad, que van desde una feria a un centro cívico, aunque las pérdidas económicas recientes han cuestionado su viabilidad y su futuro está en tela de juicio. El Monorriel de Seattle fue construido para la 21 Century Exposition y aún discurre desde el Seattle Center hasta Westlake Center, un centro comercial del centro de Seattle, un poco más de una milla al sureste.
La torre Smith fue el edificio más alto de la Costa Oeste desde su finalización en 1914 hasta la llegada de la Space Needle, en 1962. Los años 80 vieron la construcción de los dos rascacielos más altos de Seattle: el Columbia Center, de 76 plantas y completado en 1985, siendo el edificio más alto del Noroeste del Pacífico y el cuarto edificio más alto al oeste del río Misisipi; y la Washington Mutual Tower, de 55 plantas y completada en 1988, que es el segundo edificio más alto de la ciudad. Otras atracciones notables de Seattle son el Mercado Pike Place, el Fremont Troll, el Experience Music Project y la Biblioteca Central de Seattle.
Starbucks lleva en el Mercado Pike Place desde que la compañía fue fundada en 1971. La primera tienda de la famosa cafetería aún opera en su localización original. Starbucks Center, la sede de la compañía, es el edificio más grande de Seattle, con un área de más de 167 000 m². El edificio también contiene un almacén de OfficeMax y Sears, Roebuck and Company.
El Registro Nacional de Lugares Históricos contiene alrededor de 150 edificios de Seattle. La ciudad designa sus propias atracciones.

## Deportes
| Equipo            | Deporte            | Liga                                             | Estadio              |
| ----------------- | ------------------ | ------------------------------------------------ | -------------------- |
| Seattle Sounders  | Fútbol             | Major League Soccer (hombres) W-League (mujeres) | Lumen Field          |
| Seattle Mariners  | Béisbol            | Grandes Ligas de Béisbol (MLB) - AL              | T-Mobile Park        |
| Seattle Seahawks  | Fútbol americano   | National Football League (NFL) - NFC             | Lumen Field          |
| Seattle Kraken    | Hockey sobre hielo | National Hockey League (NHL) - DP                | Climate Pledge Arena |
| Seattle Seawolves | Rugby              | Major League Rugby (MLR)                         | Starfire Sports      |
| Seattle Storm     | Baloncesto         | Women's National Basketball Association (WNBA)   | Climate Pledge Arena |
| Seattle Reign     | Fútbol             | National Women's Soccer League (NWSL)            | Starfire Sports      |